# Paul Kunz (Physiker)
Paul Kunz (* 1942; † 12. September 2018) war ein US-amerikanischer Teilchenphysiker und Softwareentwickler. Er richtete den ersten Webserver außerhalb Europas ein.
Nachdem er sich mit Tim Berners-Lee vom CERN getroffen hatte, kam er zum Stanford Linear Accelerator Center und berichtete vom World Wide Web. Am Donnerstag, dem 12. Dezember 1991 startete dank der Anstrengung von Paul Kunz, Louise Addis und Terry Hang der betreffende Web-Server.
Kunz war auch der Urheber des Open-Source-Projekts GNUstep.